# XB-41解放者轟炸機
XB-41解放者轟炸機（英語：Liberator)是一款由序號 41-11822的B-24轟炸機改裝而成的護航轟炸機，用於護航二戰期間美國第八航空隊在歐洲執行轟炸任務的轟炸機。

## 發展
當美國陸軍航空軍開始在歐洲進行戰略轟炸時，戰鬥機的航程並不足以護送轟炸機執行任務。轟炸機只能自己裝配防禦機槍並以箱形編隊航行來自保，而此航空軍希望能有專門的護航機。XB-41解放者配備了14挺.50in白朗寧M2重機槍。機槍分別安裝在標準雙砲尾砲塔和可伸縮腹側球砲塔的下方添加第二個背側砲塔和遠端操作的本迪克斯(Bendix)砲塔（與YB-40的設計相同），並在每扇窗戶安裝雙聯裝砲。本來預計在機腹安裝帶有氣泡玻璃的炮塔，然而測試表明該窗戶會導致嚴重的光學畸變，因此被取消。
XB-41共攜帶12,420發彈藥，其中4,000發預先儲存在炸彈艙。
1943年1月29日，唯一的一架XB-41交付到佛羅里達的埃格林空軍基地，並於1943年2月開始在埃格林進行長達兩個月的測試。然而，在測試中XB-41表現出嚴重的設計缺陷，1943年3月21日，陸軍宣布XB-41不適合作戰使用。隨後將13架B-24改裝為YB-41的計畫被取消。儘管如此，團結仍繼續開發XB-41。並安裝了寬葉螺旋槳，並拆除了一些裝甲以減輕飛機的重量。1943年7月28日，於埃格林重新測試；然而，XB-41仍然存在部分的設計缺陷，隨後XB-41的計劃被放棄。原型機被重新命名為TB-24D，並作為B-24轟炸機機組機械員的訓練機身。1945年2月2日，XB-41在阿拉巴馬州麥司威爾-甘特空軍基地報廢。